# Jean Cabanis
|  | Per a altres significats, vegeu «Cabanis». |

Jean Louis Cabanis (8 de març de 1816-20 de febrer de 1906) va ser un ornitòleg alemany.
Cabanis va néixer a Berlín. Va estudiar a la Universitat de Berlín de 1835 a 1839, any en què va viatjar a Amèrica del Nord, tornant l'any 1841 amb una gran col·lecció d'història natural.
Més tard va ser director auxiliar del Museu Universitari de Berlín, succeint a Martin Lichtenstein. Va fundar el Journal für Ornithologie l'any 1853, supervisant-ho durant els següents quaranta-un anys, fins a ser succeït pel seu gendre Anton Reichenow.

## Obra
- Amb Ferdinand Heine. Museum Heineanum: Verzeichniss der ornithologischen Sammlung des Oberamtmann Ferdinand Heine, auf Gut St. Burchard vor Halberstadt, Museum Ornithologium Heineanum
  - Part I die Singvögel (1850-1851)
  - Part II die Schreivögel (1859-1860)
- Amb Moritz Richard Schomburgk, Christian Gottfried Ehrenberg, Franz Hermann Troschel, Wilhelm Ferdinand Erichson, Johannes Müller. Reisen in Britisch-Guiana in den Jahren 1840-1844: nebst einer Fauna und Flora Guiana's nach Vorlagen von Johannes Müller, Ehrenberg, Erichson, Klotzsch, Troschel, Cabanis und Andern, J. J. Weber, 1847
- Amb Johann Jakob von Tschudi. Untersuchungen über die Fauna peruana, Druck und Verlag von Scheitlin und Zollikofer, 1844
- Amb Anton Reichenow. Opuscula ornithologica: a collection of ornithological pamphlets
- Amb Johann Jakob von Tschudi. Ornithologie, Druck und Verlag von Scheitlin und Zollikofer, 1845
- Vögel, 1869
- Ornithologische Notizen, 1847

## Honors
Es nomenen diversos ocells en el seu honor:
- Tangara cabanisi
- Emberiza cabanisi
- Synallaxis cabanisi
- Phyllastrephus cabanisi
- Tangara cabanisi - Sclater, 1868
- Phyllastrephus cabanisi - Sharpe, 1882
- Lanius cabanisi - Hartert, 1906
- Pseudonigrita cabanisi - Fischer & Reichenow, 1884